# Augusto Kempfer
Augusto Kempfer é um bairro da cidade brasileira de Cunha Porã, no estado de Santa Catarina.
Localiza-se na extremidade sul da cidade, nas coordenadas —26°54'08 e —53°10'03, tendo como principal via de acesso a avenida do Comércio. Em termos territoriais, é o maior bairro da cidade, mas não há estimativa quanto à população residente nem quanto a outras informações censitárias específicas.
Foi um dos locais que foi primeiramente ocupado por ocasião da colonização dirigida pelo engenheiro Carlos Culmey.
O local foi denominado primeiramente Linha Gato Preto e, posteriormente, como bairro Treze de Maio, tendo sua denominação trocada para Augusto Kempfer em 1999. O próprio Augusto Kempfer que colocou o nome. O bairro também tem o nome de uma rua em homenagem a sua esposa, Elidia Kempfer por Lei Municipal Nº 1.902.